# Saashörner
Saashörner är en bergstopp i Schweiz.   Den ligger i distriktet Goms och kantonen Valais, i den centrala delen av landet, 90 km sydost om huvudstaden Bern. Toppen på Saashörner är 3 036 meter över havet, eller 172 meter över den omgivande terrängen. Bredden vid basen är 1,7 km.
Terrängen runt Saashörner är huvudsakligen bergig. Runt Saashörner är det mycket glesbefolkat, med 3 invånare per kvadratkilometer.. Närmaste större samhälle är Airolo, 12,9 km öster om Saashörner. 
Trakten runt Saashörner består i huvudsak av gräsmarker.